# Luke Montebello
Luke Montebello, né le 13 août 1995 à Pietà, est un footballeur international maltais qui évolue au poste d'attaquant au Sliema Wanderers.

## Biographie

### En club
Après avoir joué au football junior avec les jeunes du Birkirkara FC, Montebello rejoint le Livourne 1915 en 2011. Il enchaîne ensuite avec les jeunes de l’équipe italienne avant de retourner à Malte et de signer avec le Valetta FC un contrat de cinq ans,.
Montebello est prêté aux Żebbuġ Rangers pour la seconde moitié de la saison 2014-2015 avec l’objectif de se maintenir,,. Il rejoint ensuite les Tarxien Rainbows à l'été 2015 en prêt, il finit la saison avec 12 buts en 31 matchs en Premier League,,.
Il est de nouveau prêté pour la saison 2016-2017 au Pembroke Athleta. Cette décision est toutefois de courte durée, puisqu'il est rappelé à au Valetta FC pour la seconde moitié de la saison, après s'être blessé à l'épaule en octobre. Il subit une intervention chirurgicale qui s'avére réussie, mais a besoin de 7 à 8 semaines de convalescence.
En 2017, il retourne dans son club d'enfance, le Birkirkara FC, dans le cadre d'un contrat permanent,.
En janvier 2018, Montebello est suspendu pendant un an. Après la suspension, il revient jouer pour le Birkirkara FC.
En 2022, Montebello rejoint les Ħamrun Spartans, où il remporte la Premier League lors de la saison 2022-2023 et remporte également la Supercoupe de Malte.
En mars 2025, d’un accord mutuel, Ħamrun Spartans annonce que Montebello n’est plus un joueur du club avec effet immédiat.

### Carrière internationale
Luke Montebello a joué avec l'équipe nationale des moins de 17 ans et l' équipe nationale des moins de 19 ans. Il a également joué en espoirs avec Malte sous la direction de Silvio Vella, faisant ses débuts le 5 septembre 2014[réf. nécessaire].
Il a été inclus pour la première fois dans l'équipe de Malte le 4 novembre 2015. Il a fait ses débuts sous Pietro Ghedin lors d'une défaite 1-3 contre la Slovaquie le 26 mars 2017.

### Style de jeu
Avec un grand physique et puissant, Montebello a été décrit comme un homme cible.

## Palmarès

### Club
Valletta FC
- Championnat de Malte : 2013-2014, 2015-2016
- Coupe de Malte : 2013-2014

Ħamrun  Spartans
- Championnat de Malte : 2022-23, 2023-24
- Supercoupe de Malte : 2023

Individuel
- Meilleur buteur la  Premier League : 2023-2024